# Harald Gimpel
Harald Gimpel (Wallendorf, Saxónia-Anhalt, 6 de setembro de 1951) é um ex-canoísta de slalom alemão especialista em provas de velocidade.

## Carreira
Foi vencedor da medalha de bronze em slalom K-1 em Munique 1972.